# Ignacy Loga-Sowiński

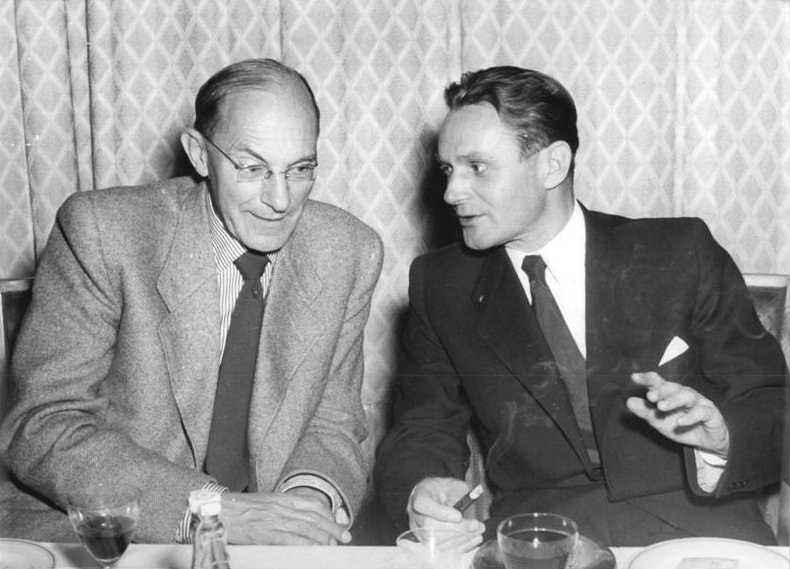
Ignacy Loga-Sowiński (rechts) mit dem Schriftsteller Ludwig Renn (1954)

Ignacy Loga-Sowiński (* 20. Januar 1914 in Varnkevitz, Rügen, Deutsches Kaiserreich; † 10. Dezember 1992) war ein Politiker in der Volksrepublik Polen, der unter anderem 1956 bis 1971 Mitglied des Politbüros des ZK der Polnischen Vereinigten Arbeiterpartei PZPR (Polska Zjednoczona Partia Robotnicza) sowie zugleich von 1956 bis 1971 Vorsitzender des Zentralrates des Gewerkschaftsverbandes CRZZ (Zrzeszenie Związków Zawodowych) war.

## Leben

### Zweiter Weltkrieg und Abgeordneter
Loga-Sowiński, der aus einer Arbeiterfamilie stammte, war ursprünglich als Bauarbeiter tätig. Er engagierte sich im Kommunistischen Jugendverband KZMP (Komunistyczny Związek Młodzieży Polskiej)  und trat 1935 als Mitglied der damaligen Kommunistischen Partei Polens KPP (Komunistyczna Partia Polski) bei. Am 18. Februar 1938 wurde er wegen seiner politischen Aktivitäten mit Mieczysław Moczar verhaftet und befand sich bis kurz nach dem Ausbruch des Zweiten Weltkrieges am 6. September 1939 in Haft. Nach seiner Haftentlassung arbeitete er mit Moczar wieder im Untergrund und wurde nach seinem Eintritt in die Polnische Arbeiterpartei PPR (Polska Partia Robotnicza) 1942 Mitarbeiter in deren Zentralkomitee sowie Vertreter des ZK in Lublin. Daneben war er unter dem Decknamen „Grigorij 84“ Mitarbeiter der Informationsabteilung der Volksgarde (Gwardia Ludowa) sowie zwischen 1943 und 1948 Kandidat des ZK der PPR. 1944 wurde er Mitglied des Landesnationalrates (Krajowa Rada Narodowa) und gehörte diesem bis 1947 an.
Nach Kriegsende wurde Loga-Sowiński im Februar 1945 Sekretär des PPR-Komitees in der Woiwodschaft Łódź. 1947 wurde er auch Mitglied des Verfassungsgebenden Parlaments (Sejm Ustawodawczy). Nach der Gründung der Polnischen Vereinigten Arbeiterpartei PZPR (Polska Zjednoczona Partia Robotnicza) im Dezember 1948 wurde er deren Mitglied und auf dem I. (Gründungs-)Parteitag der PZPR vom 15. bis 22. Dezember 1948 zum Kandidaten des ZK gewählt und bekleidete diese Funktion bis 1954. Zugleich begann er 1949 sein gewerkschaftliches Engagement und fungierte zwischen 1949 und 1956 als Vorsitzender des Regionalrates des Gewerkschaftsverbandes CRZZ (Zrzeszenie Związków Zawodowych) in Woiwodschaft Breslau.

### Gewerkschaftsfunktionär, Entmachtung und Botschafter
Danach war er 1956 kurzzeitig Sekretär sowie im Anschluss 1956 Vorsitzender des Zentralrates des Gewerkschaftsverbandes CRZZ. 1956 wurde Loga-Sowiński außerdem im Zuge des Polnischen Oktobers nach der Wahl von Władysław Gomułka zum Ersten Sekretär des ZK der PZPR am 21. Oktober 1956 Mitglied des ZK der PZPR sowie Mitglied des Politbüros des ZK und gehörte beiden Gremien bis 1971 an.  Bei der Wahl vom 20. Januar 1957 wurde er zum Mitglied des Sejm gewählt und gehörte diesem bis Februar 1972 an. In den Jahren 1957 bis 1965 war er Mitglied und anschließend zwischen 1965 und 1971 stellvertretender Vorsitzender des Staatsrates (Rada Państwa). Darüber hinaus war er zwischen 1958 und 1971 auch stellvertretender Vorsitzender des Präsidiums des Nationalen Komitees der Nationalen Einheitsfront FJN (Front Jedności Narodu).
1971 trat Loga-Sowiński im Zuge der Arbeiteraufstandes vom 14. bis 22. Dezember 1970 als Vorsitzender des Zentralrates des Gewerkschaftsverbandes CRZZ, woraufhin es zu seiner Ablösung durch Władysław Kruczek kam. Kruczek machte seinen Vorgänger und Gomułka-Anhänger zum Sündenbock für das mangelnde Funktionieren der „sozialistischen Demokratie“ und stellte 300 Millionen Złoty (1971: 45,8 Millionen D-Mark) für dringende soziale Aufgaben zur Verfügung. Die aufständischen Bergleute und Hüttenarbeiter in Oberschlesien aber wollten sich ihre Rechte nicht abkaufen lassen: Sogar ihre Funktionäre rügten schon im Januar 1971 die „Isolierung und Bürokratisierung“ der Gewerkschaftszentrale und forderten, der, unter Gomułka eingeführten, später aber von Gomułka entmachteten Arbeiter-Selbstverwaltung „wieder Funktionen“ zu geben. In der Öffentlichkeit wurden neben dem Ersten Sekretär des ZK der PZPR Gomułka und Loga-Sowiński als Vorsitzender der CRZZ vor allem der ZK-Sekretär für Ideologie Zenon Kliszko und der ZK-Sekretär für Wirtschaft Bolesław Jaszczuk für die Gründe und die Niederschlagung des Arbeiteraufstandes verantwortlich gemacht. Kruczek gab in seiner Grundsatzrede im März 1971 zu, dass sich die Gewerkschaften in den letzten Jahren „der Arbeiterschaft entfremdet, verbürokratisiert und deformiert“ hätten.
Nach dem Verlust seiner bisherigen Ämter wurde Loga-Sowiński daraufhin Botschafter in der Türkei und bekleidete diesen Posten, bis er am 26. September 1978 durch Kazimierz Sidor abgelöst wurde.

### Ehrungen und Auszeichnungen
Für seine Verdienste in der Volksrepublik Polen wurde Loga-Sowiński mehrfach geehrt und erhielt unter anderem 1945 den Orden des Grünwald-Kreuzes (Order Krzyża Grunwaldu) Zweiter Klasse, 1946 das Verdienstkreuz in Gold (Krzyż Zasługi), 1964 den Orden Erbauer Volkspolens (Order Budowniczych Polski Ludowej) sowie ebenfalls 1964 den Orden Banner der Arbeit (Order Sztandaru Pracy) Erster Klasse.